# Даян (відьма)
Дааян, Ḍāin або Ḍāini часто помилково вважають відьмою в індійському фольклорі; цей термін походить від санскритського слова dakini, яке відноситься до жіночої паранормальної сутності з patala (підземного світу). Дакіні були описані в середньовічних індуїстських текстах, таких як Бхаґавата-Пурана, Брахма-пурана, Маркандея-пурана і Катхасарітсагара, як жіночі диявольські духи в потягу Калі, які харчуються людським тілом.
Дааян можна порівняти зі зловмисними жіночими духами, такими як сукуби із західного фольклору, вони також нагадують вампірів своєю нібито харчувальною поведінкою, яка вимагає крові або життєвої сили їхніх жертв. Також сказано, що могутній і старший дааян також називають екаян. Основним джерелом сили дааян є її незвичайно довгі коси (чоті), які використовуються як додаткова кінцівка, їх можна згинати, розтягувати, втягувати та регенерувати, щоб робити все, що дааян забажає. Дааян також описують як володарку довгих жахливих чорних нігтів і стоп, спрямованих назад. Кажуть, що як тільки даяна погляне на когось злим оком, це погана прикмета для всієї родини цієї людини. Її вважають наймогутнішою паранормальною істотою.

## Історія
Культ дааян належить до таємного товариства, яке виникло в 15 столітті в Гаранґулі, селі в районі Парбгані в Махараштрі. Концепція дааянів проникла в індійську культуру, і її можна побачити в популярних телевізійних програмах. Віра в дааяни існувала в більшості регіонів Індії, зокрема в Джхаркханді та Біхарі. «Жертвами полювання на відьом зазвичай стають старі або овдовілі жінки. Цих жінок жертвують через їхнє майно, проблеми в сім'ї чи сексуальну експлуатацію», — говорить Васві Кіро, член комісії штату Джхаркханд у справах жінок. Легенда поширена в сільських і напівсільських місцевостях, де «полювання на відьом» призводить до вбивства або остракізму жінок.
В Гаранґулі вважається, що дааяни живуть в районі села, і в них живе злий дух. Селяни вірять, що ці жінки нищать усе хороше. Дааян нібито знаходять на кладовищах і навколо них, покинутих полях битв, перехрестях, туалетах і убогих місцях.

## Фольклор
Фольклор припускає, що жінка, з якою погано поводилися в сім'ї або яка померла під час пологів внаслідок недбалості сім'ї, повертається як дааян, переслідуючи сім'ю та п'ючи кров членів сім'ї чоловічої статі. Починаючи з наймолодшого чоловіка в родині, висмоктування його крові перетворює його на старого, перш ніж вона переходить до інших чоловіків.
Кажуть, що дааян також націлена на молоді сім'ї, молодих жінок та інших сімейних сурогатів. Припускаючи форму молодої, привабливої жінки, вона полює на молодих чоловіків на дорогах і спокушає самотніх мандрівників у супроводі її. Ув'язнення чоловіка, вона живиться його віком і крові
Одна легенда говорить, що дааян буде тримати в полоні юнака, поки він не постаріє, використовувати його в сексуальних стосунках, поки він не помре і не приєднається до світу духів. Інша каже, що юнак, спокушений дааянкою, яка їсть її їжу, повертається на світанку в село старим.
Вважається, що деякі жінки є дааянами, їх (разом із маленькими дітьми) іноді катують і вбивають у сільській місцевості. Чаклунство є серйозною соціальною проблемою у Джхаркханді (штат в Індії, який займає 24 місце з 29 за рівнем грамотності), велику кількість жінок звинувачують у відьомстві і вбивають. Штат відомий корінною релігією під назвою Сарна. Як і в пуританському суспільстві XVII століття, до жінок тут не ставляться як до чоловіків. Тому самотні жінки, особливо вдови, є легкою мішенню для звинувачень у чаклунстві.
Дааяни поклоняються злу, «духам чорної магії». Багато хто вірить, що вони є служницями богинь, а в місцевих науках їх називають йогинями. Слово daayan використовується в багатьох фільмах на хінді, короткометражних фільмах, індійських і пакистанських телесеріалах, а також у соціальних мережах як жінка, яка робить те, що не для доброї справи або сприяє злу в суспільстві.

## Відмінності між даянами та чурелями
Daayan іноді використовується як синоніми з терміном churel (гінді चुड़ैल curṛail), хоча між ними існують концептуальні та культурні відмінності. Чурел — це мстивий привид, який виникає внаслідок смерті жінки під час вагітності чи пологів, із надприродними здібностями, подібними до відьми. Індійські історії про відьом відрізняються по всій країні; У північноіндійських штатах вірять, що чурел (який живе біля кладовищ або в лісах) може змінювати свою форму і заманювати молодих чоловіків, яких вони вбиватимуть, якщо матимуть із ними фізичний контакт. Хоча в західній і східній частинах Індії вважається, що чурел виглядає як стара відьма, яка виманює маленьких дітей від їхніх сімей, щоб убити та з'їсти їх, щоб зберегти свою молодість.